# 진 스피글 하워드
진 스피글 하워드(Jean Speegle Howard, 1927년 1월 31일 ~ 2000년 9월 2일)는 미국의 배우, 텔레비전 배우, 영화배우이다. 로스앤젤레스에서 사망하였다. 사인은 심근증이다.  포리스트 론 메모리얼 파크에 매장되었다.

## 영화
- 더 나이트 콜러 (1998년)
- 투 오브 어 카인드 (1998년)
- 파이어드 업 (1997년)
- 스파클 앤 참 (1997년)
- 여행자 (1997년)
- 스포일러 (1997년)
- 마틸다 (1996년)
- 배반의 음모 (1996년)
- 런웨이 원 (1995년)
- 파워 위딘 (1995년)
- 아폴로 13 (1995년) - 블렌치 로벨 역
- 구조대 (1994년)
- 폴링 엔젤스 (1993년)
- 이젠 키스 안 사요 (1992년)
- 스크루지 (1988년) - 클로스 부인 역
- 못말리는 번디 가족 (1987년)
- 겅호 (1986년)
- 허클베리 핀 (1975년)

## 드라마
- 그레이스 언더 파이어 시즌 1 (1993년)